# Barbara Serra
Barbara Serra (Milano, 19 agosto 1974) è una giornalista italiana.
Dopo aver lavorato presso le redazioni della BBC, di Sky News e di Five News, è diventata nota come conduttrice della redazione di Londra di Al Jazeera English.

## Biografia
Nata a Milano da padre di origine sarda nativo di Decimomannu e madre siciliana di Gela, trascorre i primi nove anni della sua vita in Italia per poi trasferirsi a Copenaghen, dove frequenta la scuola internazionale. Nel 1993 si sposta a Londra per studiare relazioni internazionali alla London School of Economics. 
Dopo l'anno di preparazione al dipartimento di giornalismo della City University of London e le prime esperienze di redazione, nel 2000 inizia una collaborazione con la BBC nel programma Today in onda su BBC radio 4 e successivamente viene impiegata come reporter per BBC London News.
Nel 2003 viene assunta da Sky News e firma vari servizi di cronaca internazionale e del Regno Unito. Degni di nota sono le corrispondenze da Roma, durante i funerali di papa Giovanni Paolo II nonché la causa giudiziaria che ha visto come protagonista Michael Jackson.
Nel 2005 passa a condurre il tg di Channel 5; ricoprendo tale ruolo diviene la prima conduttrice non madrelingua inglese a condurre un telegiornale in UK.
Dal 2007 contribuisce dagli studi di Al Jazeera English a Londra. Per l'emittente araba conduce importanti inchieste a Washington, dalla Striscia di Gaza, in Israele e Cisgiordania. Segue, sempre per Al Jazeera, il viaggio apostolico di Papa Benedetto XVI in Terra Santa come giornalista accreditata dalla delegazione papale. È in assoluto la prima volta che una giornalista della predetta emittente viaggia al seguito dell'autorità vaticana. Dall'ottobre 2023 torna a lavorare a Sky News UK come presentatrice.
In Italia nella primavera del 2011 conduce su Rai 3 il programma televisivo Cosmo; è inoltre opinionista dello storico programma Tv Talk e talvolta ospite in trasmissioni di approfondimento ed attualità.
È autrice del libro Gli italiani non sono pigri (2014) per il quale vince il Premio Letterario Caccuri.
Oltre all'italiano lingua madre, e all'inglese lingua dominante, parla anche danese e francese.
Il nonno paterno fu Vitale Piga Serra, dal 28 settembre 1939 al 22 aprile 1942 podestà di Carbonia, città di fondazione costruita dal regime fascista.  Nel 2020 gira il documentario Fascism in the Family, viaggio che ripercorre la storia di suo nonno tra l'Italia di ieri e di oggi. Sposa nel 2008 Mark Austin, dal quale divorzia tre anni dopo. Ha un figlio, nato nel 2016 dall'unione con il collega Mark Kleinman.

## Premi e riconoscimenti
- È vincitrice della terza edizione del Premio Letterario Caccuri 2014 con Gli italiani non sono pigri, ed. Garzanti.
- Nell'agosto 2007 ha vinto il premio giornalistico Val di Sole[13]
- Nel 2009 si è aggiudicata l'Amalfi Coast Media Award.[4]
- Il 19 novembre 2015[14] ha ricevuto a Verona il premio 12 Apostoli.[15]